# 里卡多一家
《里卡多一家》（英語：Being the Ricardos）是一部2021年美國傳記片，由艾倫·索金編劇和執導。主演包括妮可·基嫚、哈維爾·巴登、J·K·西蒙斯、妮娜·阿里安達、托尼·海爾、艾莉亞·夏科特、傑克·拉齊和克拉克·格雷格。
《里卡多一家》2021年12月10日在美國有限上映，2021年12月21日上線Amazon Prime Video。

## 演員
- 妮可·基嫚飾演露西兒·鮑爾
- 哈維爾·巴登飾演德西·阿納茲（英语：Desi Arnaz）
- J·K·西蒙斯飾演威廉·弗勞利（英语：William Frawley）
- 妮娜·阿里安達飾演維維安·萬斯
- 托尼·海爾飾演傑斯·奧本海默（英语：Jess Oppenheimer）
- 艾莉亞·夏科特（英语：Alia Shawkat）飾演瑪德琳·皮尤（英语：Madelyn Pugh）
- 傑克·拉齊飾演小鮑伯·卡羅爾（英语：Bob Carroll Jr.）
- 克拉克·格雷格飾演霍華·溫克（Howard Wenke）

## 製作
該計劃於2015年9月首次公佈，凱特·布蘭琪將在艾倫·索金編劇的電影出演露西兒·鮑爾。2017年8月，亞馬遜影業收購了該片的發行權。
製作最初於2019年11月在加利福尼亞州獲得了電影稅收抵免，而據製片人透露將於2020年1月與導演會面。然而，在2021年1月，布蘭琪退出了該計劃，妮可·基嫚為取代布蘭琪進行洽談，而哈維爾·巴登為出演德西·阿納茲進行洽談，該片由索金執導。2021年2月，J·K·西蒙斯和妮娜·阿里安達加入演員陣容，分別飾演威廉·弗勞利和維維安·萬斯。

### 拍攝
主體拍攝於2021年3月在洛杉磯開始進行，托尼·海爾、艾莉亞·夏科特、傑克·拉齊和克拉克·格雷格加入演員陣容。同年9月，索金表示電影正在後期製作中。

## 發行
《里卡多一家》2021年12月10日在美國有限上映，2021年12月21日上線Amazon Prime Video。

## 外部連結
- 互联网电影数据库（IMDb）上《里卡多一家》的资料（英文）
- 豆瓣电影上《里卡多一家》的資料 （简体中文）